# Carrauntoohil
Carrauntoohil (udtalt / ˌkærənˈtuːl/; irsk: Corrán Tuathail) også stavet Carrantuohill er med sine 1.038 meter Irlands højeste bjerg. Det er beliggende i County Kerry i det sydvestlige Irland og hører til bjergkæden Macgillycuddy's Reeks. Der ligger to andre bjerge i området, som er over 1.000 meter høje. (Beenkeragh, 1.010 meter højt og Caher, 1.001 meter højt).
Bjerget bliver overvejende besteget fra den nordlige side langs med Hag's Glen og over den stejle vandførende Devil's Ladder. Særlig i Devil's Ladder anbefales der at benytte gode bjergstøvler og varm påklædning. På bjergets top er der et 5 meter højt metalkors.
Vejrforholdene på Carrauntoohil er meget varierende og der har været flere dødsfald på bjerget på grund af mange turisters utilstrækelige påklædning og manglende udstyr. I de sidste år er opstigningsruten på grund af løse sten og jordskred blevet mere risikabel. Ved regn og når der er overskyet kan opstigningen være farlig, da der i Devil's Ladder så kan være stærkt vandførende og være ekstrem glat. Der er på toppen i gennennemsnit 10 grader celsius lavere end i lavlandet. Der tilrådes at bestige bjerget ledaget af erfarne bjergbestigere. Normalt må man regne med at op og nedstigningen varer 8 timer.
51°59′56″N 9°44′34″V / 51.9989°N 9.7428°V